# Ruta de la Unión Suramericana
Entre mayo y julio de 2012 se celebrará la Ruta de la Unión Suramericana, un recorrido en el que cien vehículos provenientes de toda la región atravesarán diez países partiendo de Buenos Aires para llegar a Caracas, promoviendo el encuentro cultural, científico y turístico entre los doce países de la Unasur: Venezuela, Colombia, Ecuador, Perú, Bolivia, Chile, Argentina, Paraguay, Uruguay, Brasil, Surinam y Guyana. 

Bajo el auspicio de la Fundación Motores por la Paz, la Ruta de la Unión Suramericana prevé la participación de unos cien vehículos ocupados cada uno por tres personas sin distingo de sexo, oficio ni edad. Así, los seleccionados partirán de la capital de Argentina en mayo de 2012 para emprender una travesía de sesenta días a través del continente.

A lo largo del camino habrá paradas, y en cada una los participantes deberán superar retos puntuales relacionados con la cultura autóctona antes de proseguir la competencia. Los desafíos serán en materias tan distintas como ciencia, deporte, turismo o historia, entre otros.

## Antecedentes

### Gran Premio de la América del Sur
En 1948 se celebró el Gran Premio de la América del Sur, una carrera automovilística que arrancó en Buenos Aires y terminó en Caracas, cruzando seis países entre octubre y noviembre de ese año. Un centenar de vehículos participó en esa carrera que finalmente ganó Domingo Marimón, representante argentino. En la justa participaron pilotos de la talla de Juan Manuel Fangio, quíntuple campeón de Fórmula 1. Partiendo de un punto en común, la Ruta de la Unión Suramericana se propone revivir el trayecto de aquella competición, aunque ahora no con ideales de rivalidad sino de integración.

### Continente de Colores
En septiembre de 2007, la Fundación Desdibujando Fronteras impulsó el proyecto “Continente de Colores”, un viaje realizado por doce jóvenes de tres nacionalidades quienes atravesaron diez países de América del Sur. De esa experiencia surgió la iniciativa de esta Ruta de la Unión Suramericana que ahora es promovida por la Fundación Motores por la Paz. De hecho, parte de aquel primer recorrido sustenta ahora el mapa que se trazará para la travesía de 2012.